# 卡尔吕 (塔恩省)
卡尔吕（法語：Carlus）是法国奥克西塔尼大区塔恩省的一个市镇，位于该省中北部，省会阿尔比市区西南，属于阿尔比区和大阿尔比城市圈公共社区。该市镇的总面积为10.6平方公里，海拔在164至282米之间，其中镇中心海拔约245米，2017年时的人口为678人。

## 人口
卡尔吕人口变化图示
| 数据来源：INSEE |